# 220 Стефанија
220 Стефанија (лат. 220 Stephania) је астероид главног астероидног појаса. Приближан пречник астероида је 31,12 km,
а средња удаљеност астероида од Сунца износи 2,349 астрономских јединица (АЈ).
Инклинација (нагиб) орбите у односу на раван еклиптике је 7,584 степени, а орбитални период износи 1315,029 дана (3,600 године). Ексцентрицитет орбите астероида износи 0,257.
Апсолутна магнитуда астероида износи 11,00 а геометријски албедо 0,072.
Астероид је откривен 19. маја 1881. године.